# The Real Slim Shady
The Real Slim Shady è un singolo del rapper statunitense Eminem, pubblicato il 10 maggio 2000 come primo estratto dal terzo album in studio The Marshall Mathers LP.
Il 28 febbraio 2018, la RIAA lo certifica singolo di multiplatino, avendo venduto oltre quattro milioni di copie nel mercato statunitense.

## Descrizione
La canzone ebbe un successo notevole, e fu la prima del rapper ad arrivare al numero uno in classifica in molti paesi.
Come buona parte dei lavori di Eminem, è incentrata sulla presa in giro del costume statunitense e dei suoi personaggi più in vista. The Real Slim Shady cita:
- Pamela Anderson e il suo rapporto difficile con l'ex marito Tommy Lee;
- Dr. Dre, produttore di Eminem, che il rapper dice di aver ucciso;
- il comico Tom Green e la sua canzone Lonely Swedish;
- Will Smith e il suo rap orecchiabile e non volgare (il quale ha controbattuto con la canzone Mr. Nice Guy);
- le cantanti pop Britney Spears e Christina Aguilera; quest'ultima, secondo il testo, pratica sesso orale con il vj di MTV Carson Daly e con Fred Durst dei Limp Bizkit. Eminem affermò di essersi vendicato poiché Christina diffuse false voci di corridoio durante il programma What a Girl Wants MTV special affermando che lui avesse sposato la sua ex fidanzata, nonostante avesse espresso nella canzone '97 Bonnie and Clyde l'intenzione di ucciderla.

Il ritornello parla degli improvvisi cambiamenti di moda suscitati dal successo di Eminem: "Sono Slim Shady, sono il vero Shady/Voi altri Slim Shady siete solo meri imitatori/Su, si alzi il vero Shady!". La struttura del ritornello ricalca il quiz televisivo To Tell the Truth (infatti la sua frase chiave è "Per favore si alzi il vero __________!").
Il testo della canzone gli è inoltre costato una faida con lo stesso Will Smith a causa del verso introduttivo della seconda strofa (Will Smith don't gotta cuss in his raps to sell records; Well I do, so fuck him and fuck you too! traducibile con Will Smith non deve imprecare nei suoi testi per vendere album; Beh, io sì, quindi che si fotta e fottetevi anche voi)

## Tracce
Testi di Marshall Mathers, musiche di Marshall Mathers, Andre Young e Melvin Bradford, eccetto dove indicato.
1. The Real Slim Shady – 4:45
2. Bad Influence – 3:38 (musica: Marshall Mathers, Jeff Bass, Mark Bass)

## Video musicale
Il video, diretto da Dr. Dre e Philip G. Atwell, si attiene in gran parte al contesto della canzone, incentrandosi prevalentemente sul significato della pazzia. La scena d'apertura (e come essa buona parte del video) è ambientata in una sala d'attesa di un ospedale dove sostano una serie di pazzi, ma ciò su cui si interroga Eminem è se questi siano veramente dei pazzi, o rappresentino in fin dei conti la società moderna dato che anche lui vi è inserito. In diverse scene, infatti, si vedono schiere di uomini trasformati in cloni di Eminem, con i capelli biondo platino, jeans da rapper e maglietta bianca, addirittura prodotti "in serie" in una fabbrica, un'evidente critica al conformismo della società moderna.
In alcune scene appaiono i D12 ed Eminem vestito da Britney Spears mentre è ospite ai Grammy Awards.

## Premi e riconoscimenti
Il clip di The Real Slim Shady fu premiato agli MTV Video Music Awards come miglior video dell'anno e come miglior video da un artista maschile. Inoltre fu nominato come miglior video rap, miglior regia, miglior produzione e miglior scelta dello spettatore.
Nel 2001 la canzone vinse un Grammy come Best Rap Solo Performance.
Mentre nel 2005 il singolo fu incluso nella raccolta Curtain Call: The Hits.

## Classifiche

### Classifiche settimanali
| Classifica (2021-22) | Posizione massima |
| -------------------- | ----------------- |
| Grecia               | 46                |
| Lituania             | 97                |
| Portogallo           | 109               |

### Classifiche di fine anno
| Classifica (2022) | Posizione |
| ----------------- | --------- |
| Australia         | 75        |
| Lituania          | 71        |